# Ансер (поэт)
Ансер (лат. Anser) — древнеримский поэт времен падения республики и правления императора Октавиана Августа.
О происхождении Ансера нет никаких сведений. Сначала он пользовался поддержкой Марка Антония, в подарок от которого получил фалернское поместье. О том, прославлял ли Ансер своего покровителя в стихах, неизвестно. Впоследствии он оказался при дворе Октавиана.
Стиль стихотворений Ансера Овидий охарактеризовал как очень вольный. Был критиком творчества Вергилия. Из наследия Ансера сохранились лишь небольшие фрагменты. В основном он писал эротические стихи.